# Спортивная гимнастика на летних Олимпийских играх 2000 — кольца
Соревнования на кольцах среди мужчин в спортивной гимнастике на Летних Олимпийских играх 2000 года состоялись 16 и 24 сентября в спорткомплексе «Сидней СуперДом». Победу одержал венгерский спортсмен Сильвестр Чоллань, второе место занял грек Димостенис Тампакос, третьим стал болгарский ветеран соревнований Йордан Йовчев.

## Результаты

### Квалификация
В квалификационном раунде 16 сентября участвовали 78 гимнастов, из которых восемь лучших пробились в финал 24 сентября. Каждая страна выдвигала не более двух гимнастов в финале.

### Финал
| Место | Гимнаст                    | Результат |
| ----- | -------------------------- | --------- |
|       | Сильвестр Чоллань Венгрия  | 9.850     |
|       | Димосфенис Тампакос Греция | 9.762     |
|       | Йордан Йовчев Болгария     | 9.737     |
| 4     | Ян Вэй Китай               | 9.712     |
| 5     | Иван Иванков Беларусь      | 9.700     |
| 6     | Мариус Тоба Германия       | 9.675     |
| 7     | Норимаса Ивай Япония       | 9.662     |
| 8     | Роман Зозуля Украина       | 9.637     |